# Prostanthera discolor
Prostanthera discolor là một loài thực vật có hoa trong họ Hoa môi. Loài này được R.T.Baker miêu tả khoa học đầu tiên năm 1896.